# Ветряк (Брянская область)
Ветряк — посёлок в Брасовском районе Брянской области, в составе Столбовского сельского поселения. 
 Расположен в 2 км к северу от посёлка Летча, в 0,5 км к юго-востоку от деревни Фошня. Население — 14 человек (2010).
Возник в 1920-е годы. До 2005 года входил в состав Городищенского (2-го) сельсовета.
| Годы      | 1979 | 1989 | 2002 | 2010 | 2017 |
| --------- | ---- | ---- | ---- | ---- | ---- |
| Население | 100  | 48   | 28   | 14   | 3    |
|           |      |      |      |      |      |